# Harztor
Die Gemeinde Harztor ist eine Landgemeinde im nördlichen Landkreis Nordhausen im Freistaat Thüringen, die am 1. Januar 2012 durch den Zusammenschluss der vormaligen Gemeinden Ilfeld und Niedersachswerfen entstanden ist.

## Geographie

### Lage
Harztor befindet sich im äußersten Norden Thüringens, hier ist der nördlichste Punkt des Freistaates. Die Gemeinde befindet sich etwa neun Kilometer nördlich der Kreisstadt Nordhausen. Nachbargemeinden sind in Thüringen Ellrich und Nordhausen. Im Norden der Gemeinde schließt sich Oberharz am Brocken an und im Osten Südharz, beide in Sachsen-Anhalt.

### Gemeindegliederung
Die Landgemeinde besteht aus den Ortsteilen:
- Harzungen
- Herrmannsacker mit Sägemühle
- Ilfeld mit Birkenmoor, Hufhaus, Netzkater und Wiegersdorf
- Neustadt/Harz
- Niedersachswerfen
- Osterode
- Sophienhof

## Geschichte

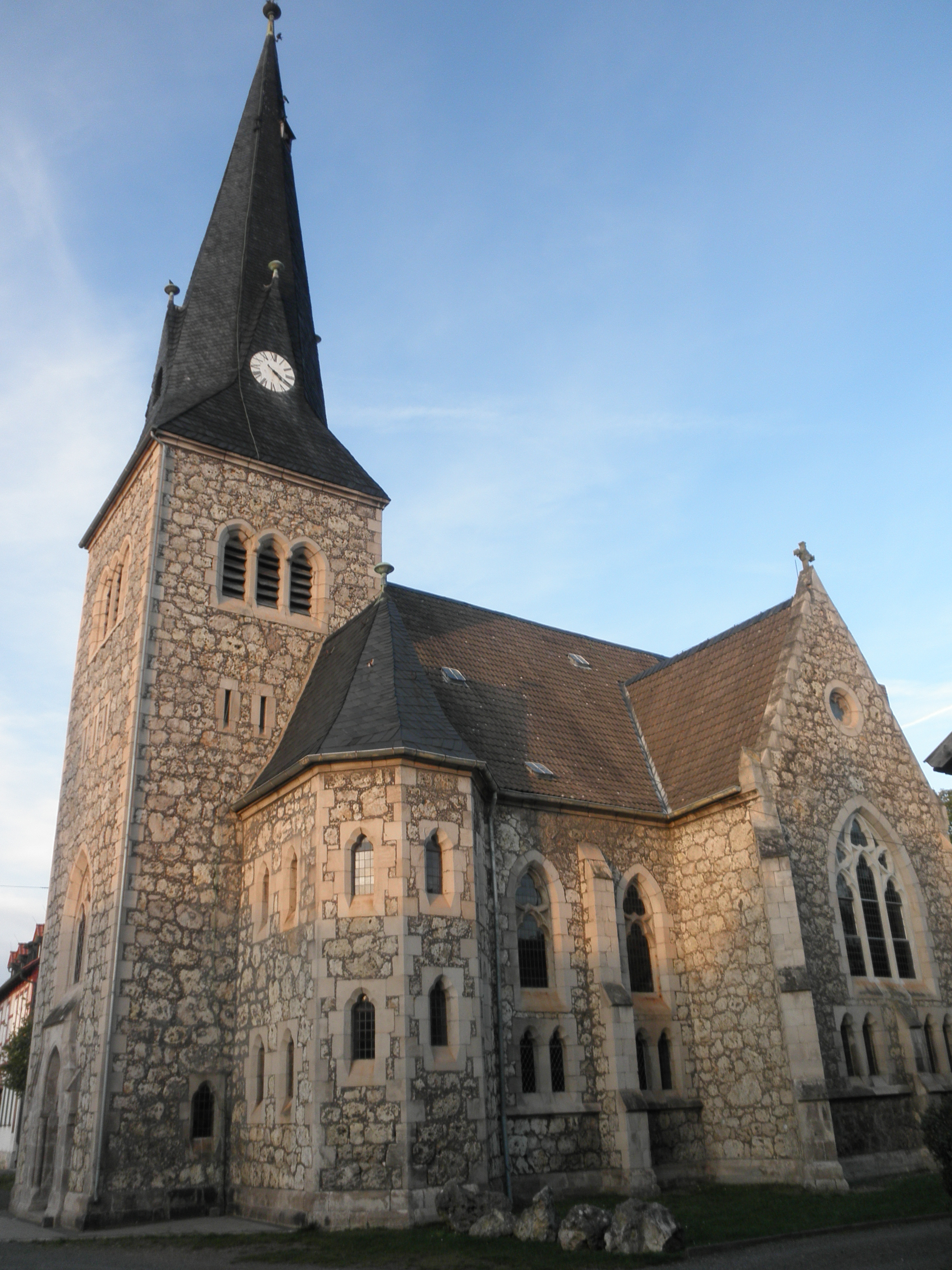
Evangelische Kirche St. Johannis-Pauli in Niedersachswerfen (Harztor)

Ursprünglich bestanden Pläne, alle sechs Gemeinden der Verwaltungsgemeinschaft Hohnstein/Südharz zu einer Landgemeinde zusammenzuschließen. Nach Vorbehalten in der Gemeinde Neustadt/Harz trieben die Gemeinderäte von Ilfeld und Niedersachswerfen ab Januar 2011 die Idee der Bildung einer Landgemeinde aus nur zwei Gemeinden voran. Am 30. März 2011 stimmte der Gemeinderat von Niedersachswerfen dem Fusionsvertrag zu, am 5. April 2011 folgte der Gemeinderat von Ilfeld.
Als Name der neuen Landgemeinde war ursprünglich Hohnstein vorgesehen. Er wurde später auf Südharz geändert. Wegen der Namensgleichheit zur Gemeinde Südharz (Sachsen-Anhalt) wurde auch dieser Name vom Thüringer Innenministerium verworfen und der Doppelname Ilfeld-Niedersachswerfen in das Gesetzgebungsverfahren eingebracht. In einer Bürgerbefragung sprachen sich die Einwohner der beiden Gemeinden mehrheitlich für den Namen Harztor aus. Der Zusammenschluss sollte ursprünglich bereits am 1. Dezember 2011 erfolgen, wurde aber um einen Monat verschoben.

### Eingemeindungen
Zum 6. Juli 2018 wurden die Gemeinden Harzungen, Herrmannsacker und Neustadt/Harz eingemeindet, wodurch die Verwaltungsgemeinschaft Hohnstein/Südharz aufgelöst wurde.

### Einwohnerentwicklung
| Jahr      | 2012 | 2013 | 2014 | 2015 | 2016 | 2017 | 2018 | 2019 | 2020 | 2021 | 2022 | 2023 |
| Einwohner | 6081 | 6050 | 6067 | 6059 | 6060 | 5995 | 7588 | 7577 | 7543 | 7476 | 7474 | 7477 |

 Datenquelle: ab 1994 Thüringer Landesamt für Statistik – Werte vom 31. Dezember

## Politik

### Gemeinderat
Die Kommunalwahl am 26. Mai 2024 führte zu folgendem Ergebnis für die Sitzverteilung im Gemeinderat:
| Parteien und Wählergemeinschaften | Parteien und Wählergemeinschaften           | Stimmenanteil | ± %p  | Sitze | ±   |
| BF-UWL                            | Bürgerforum–Unabhängige Wählerliste         | 50,0 %        | + 6,7 | 11    | + 2 |
| CDU                               | Christlich Demokratische Union Deutschlands | 40,2 %        | − 2,0 | 8     | ± 0 |
| Linke                             | Die Linke                                   | 6,4 %         | + 6,4 | 1     | + 1 |
| Grüne                             | Bündnis 90/Die Grünen                       | 3,4 %         | − 2,0 | 0     | − 1 |
| SPD                               | Sozialdemokratische Partei Deutschlands     | n. a.         | − 5,9 | –     | − 1 |
| FDP                               | Freie Demokratische Partei                  | n. a.         | − 3,2 | –     | − 1 |
| Gesamt                            | Gesamt                                      | 100           |       | 20    |     |
| Wahlbeteiligung: 55,2 %           |                                             |               |       |       |     |

### Bürgermeister
Seit 2012 ist Stephan Klante (BF-UWL, ehemals CDU) Bürgermeister von Harztor. Von 2014 bis 2022 war er außerdem Mitglied des Kreistags. Er wurde zuletzt 2024 mit 97,5 Prozent der Stimmen wiedergewählt.

## Verkehr
Harztor liegt an der Bundesstraße 4 und besitzt mehrere Bahnstationen – eine an der Südharzstrecke (Niedersachswerfen) und mehrere an der Harzquerbahn (Niedersachswerfen Herkulesmarkt, Niedersachswerfen Ost, Ilfeld, Ilfeld Neanderklinik, Ilfeld Bad, Netzkater, Bahnhof Eisfelder Talmühle, Tiefenbachmühle und Sophienhof). In Niedersachswerfen und Ilfeld verkehrt zudem die Straßenbahnlinie 10 nach Nordhausen.